# Berville-en-Roumois
Berville-en-Roumois is een plaats en voormalige gemeente in het Franse departement Eure (regio Normandië) en telt 661 inwoners (1999). De plaats maakt deel uit van het arrondissement Bernay. Berville-en-Roumois is op 1 januari 2017 gefuseerd met de gemeenten Bosguérard-de-Marcouville en Houlbec-près-le-Gros-Theil tot de gemeente Les Monts du Roumois. 

## Geografie
De oppervlakte van Berville-en-Roumois bedraagt 9,2 km², de bevolkingsdichtheid is 71,8 inwoners per km².
De onderstaande kaart toont de ligging van Berville-en-Roumois met de belangrijkste infrastructuur en aangrenzende gemeenten.

## Demografie
Onderstaande figuur toont het verloop van het inwonertal (bron: INSEE-tellingen).